# Aventuras de Kirlian
Aventuras de Kirlian va ser un grup espanyol d'indie pop dels anys 1980. Tot i que en el seu moment van tenir poc èxit comercial, han aconseguit convertir-se en un grup de culte a Espanya, i la seva música ha exercit gran influència sobre nombrosos grups espanyols dels anys 1990. La banda es va dissoldre el 1989 i els seus membres es van ajuntar amb el bateria Gorka Ochoa per formar un nou grup sota el nom de Le Mans.

## Formació
- Jone Gabarain - veu
- Teresa Iturrioz - baix
- Ibon Errazkin - guitarra
- Peru Izeta - bateria, guitarra

## Discografia

### Àlbums
- Aventuras de Kirlian (Dro, 1989)
- 1986-1988 (Elefant, 2001)

### Singles
- Víctor (Dro, 1989)
- Un día gris (Dro, 1989)